# Pyrinia fusilineata
Pyrinia fusilineata là một loài bướm đêm trong họ Geometridae.